# 多姆叙尔
多姆叙尔（德語：Domsühl）是德国梅克伦堡-前波美拉尼亚州的市镇，隶属于路德维希斯卢斯特-帕尔希姆县，总面积为40.11平方千米，截至2020年总人口为1337人。